# Luggkvastmossa
Luggkvastmossa (Dicranum acutifolium) är en bladmossart som beskrevs av C. E. O. Jensen in Weimarck 1937. Luggkvastmossa ingår i släktet kvastmossor, och familjen Dicranaceae. Enligt den finländska rödlistan är arten nära hotad i Finland. Arten är reproducerande i Sverige. Artens livsmiljö är kalkstensklippor och kalkbrott. Inga underarter finns listade i Catalogue of Life.